# Polizeihubschrauberstaffel Mecklenburg-Vorpommern
Die Polizeihubschrauberstaffel Mecklenburg-Vorpommern ist Teil der Wasserschutzpolizei. Sie ist am Flughafen Rostock-Laage stationiert. Die Einsatzgebiete sind das gesamte deutsche Bundesland Mecklenburg-Vorpommern sowie das vorgelagerte Küstenmeer.
Zu den Aufgaben der Staffel gehören Aufklärung und Fahndung ebenso wie Umweltschutz- und Rettungsmaßnahmen. Die Staffel führt auch Verkehrsüberwachungsflüge und Transportflüge durch. Die Maschinen haben jeweils eine Besatzung von drei Mann.
Alle Maschinen verwenden als Funkrufnamen (Police) Merlin mit einer fortlaufenden Nummer.

## Geschichte
Im Jahr 1997 erteilte der Landtag Mecklenburg-Vorpommern den Auftrag zum Aufbau einer landeseigenen Polizeihubschrauberstaffel (PHuSt M-V). Während die Hubschrauber beschafft und eine Liegenschaft am Militärflughafen Rostock-Laage gefunden wurde, wurde das Personal vor allem bei der Motorflug GmbH in Baden-Baden ausgebildet. Die Hubschrauberstaffel wurde dann offiziell 1999 gegründet. Die Staffel besteht seit der Gründung aus zwei Hubschraubern des Typs Eurocopter EC 135. Die Hubschrauber wurde im Jahre 2004 vom P1 auf den P2-Standard angehoben. Im Juni 2022 hat das Bundesland Mecklenburg-Vorpommern mit dem Doppelhaushalt 2022/23 beschlossen, zwei neue Polizeihubschrauber als Ersatz für die bisherigen zu beschaffen. Durch die gemeinsame Beschaffung mit dem Bundesland Niedersachsen, welches auch zwei Hubschrauber benötigt, wurden Aufwand, Zeit und Geld gespart. Der Zuschlag für die länderübergreifende Kooperation wurde 2023 an das Unternehmen Airbus Helicopters Deutschland mit dem Modell H145 D3 erteilt. Die neuen Hubschrauber der Vier-Tonnen-Klasse sind speziell für den Einsatz bei der Polizei konzipiert. Sie sollen eine Reihe von technologischen Fortschritten und Funktionen bieten, die die Einsatzmöglichkeiten der Polizei erheblich erweitern.

### Vorfälle
- 24. November 1999: Absturz einer EC135P1 (Kennzeichen D-HMVB) in der Nähe des Stavenhagener Ortsteils Basepohl nach einer Kollision mit Bäumen. Tödlich verletzt wurden drei der vier Besatzungsmitglieder.[6]